# 2006년 미국 상원의원 몬태나 주 선거
2006년 미국 상원의원 몬태나주 선거는 2006년 상원의원 선거에서 몬태나주에 배정된 상원의원 한 명을 선출하기 위하여 2006년 11월 7일에 실시되었다. 총 406,505명이 투표에 참여하였다. 이 선거는 현직 공화당 의원인 콘래드 번즈에 맞서 주 상원의원인 민주당의 존 테스터 후보가 나와 치열한 경합을 벌였다. 선거 결과 테스터 후보는 49%를 얻어 48%를 얻은 번즈 후보를 누르고 공화당 지역을 빼앗아 왔다.

## 각 정당 별 경선

### 공화당

#### 후보
- 콘래드 번즈 - 연방 상원의원
- 밥 키넌 - 몬태나주 상원의원
- 밥 캘러허 - 공화당 당원
- 대니얼 로이드 네스터 허프먼 - 사업가

#### 결과
| 득표순위 | 이름          | 득표수   | 득표율 | 비고 |
| -------- | ------------- | -------- | ------ | ---- |
| 1        | 콘래드 번즈   | 70,434   | 72.26% | 당선 |
| 2        | 밥 키넌       | 21,754   | 22.32% |      |
| 3        | 밥 캘러허     | 4,082    | 4.19%  |      |
| 4        | 대니얼 허프먼 | 1,203    | 1.23%  |      |
| 총투표수 | 총투표수      | 총투표수 | 97,473 |      |

### 민주당

#### 후보
- 존 테스터 - 몬태나주 상원의장
- 존 모리슨 - 몬태나주 감사
- 폴 리차즈 - 몬태나주 하원의원
- 로버트 캔디 - 농부
- 켄 맥큐어 - 사회운동가

#### 결과
| 득표순위 | 이름        | 득표수   | 득표율  | 비고 |
| -------- | ----------- | -------- | ------- | ---- |
| 1        | 존 테스터   | 65,757   | 60.77%  | 당선 |
| 2        | 존 모리슨   | 38,394   | 35.48%  |      |
| 3        | 폴 리차즈   | 1,636    | 1.51%   |      |
| 4        | 로버트 캔디 | 1,203    | 1.36%   |      |
| 5        | 켄 맥큐어   | 940      | 0.87%   |      |
| 총투표수 | 총투표수    | 총투표수 | 108,198 |      |

## 선거 결과
| 득표순위 | 이름        | 정당     | 득표수   | 득표율  | 비고 |
| -------- | ----------- | -------- | -------- | ------- | ---- |
| 1        | 존 테스터   | 민주당   | 199,845  | 49.16%  | 당선 |
| 2        | 콘래드 번즈 | 공화당   | 196,283  | 48.29%  |      |
| 3        | 스탠 존스   | 자유당   | 10,377   | 2.55%   |      |
| 총투표수 | 총투표수    | 총투표수 | 총투표수 | 406,505 |      |

## 같이 보기
- 2006년 미국 상원의원 선거